# Discografia di Lil Wayne
La discografia di Lil Wayne, rapper statunitense, al 2016 si compone di dodici album, due EP e oltre venti singoli.

## Album

### Album ufficiali
| Anno | Titolo | Posizione più alta | Posizione più alta | Posizione più alta | Posizione più alta | Certificazioni                                        |
| Anno | Titolo | US                 | USR&B              | US Rap             | CAN                | Certificazioni                                        |
| ---- | --- | ------------------ | ------------------ | ------------------ | ------------------ | ----------------------------------------------------- |
| 1999 | Tha Block Is Hot - Data di pubblicazione: 2 novembre 1999 - Etichetta: Cash Money, Universal - Formati: CD, musicassetta, download digitale                          | 3                  | 1                  | —                  | —                  | - US: Platino                                         |
| 2000 | Lights Out - Data di pubblicazione: 19 dicembre 2000 - Etichetta: Cash Money, Universal - Formati: CD, musicassetta, download digitale                               | 16                 | 2                  | —                  | —                  | - US: Oro                                             |
| 2002 | 500 Degreez - Data di pubblicazione: 23 luglio 2002 - Etichetta: Cash Money, Universal - Formati: CD, download digitale, LP                                          | 6                  | 1                  | —                  | —                  | - US: Oro                                             |
| 2004 | Tha Carter - Data di pubblicazione: 29 giugno 2004 - Etichetta: Cash Money, Universal - Formati: CD, download digitale, LP                                           | 5                  | 2                  | 1                  | —                  | - US: Platino                                         |
| 2005 | Tha Carter II - Data di pubblicazione: 6 dicembre 2005 - Etichetta: Cash Money, Universal - Formati: CD, download digitale, LP                                       | 2                  | 1                  | 1                  | 26                 | - US: 2xPlatino                                       |
| 2008 | Tha Carter III - Data di pubblicazione: 10 giugno 2008 - Etichetta: Cash Money, Universal Motown - Formati: CD, download digitale                                    | 1                  | 1                  | 1                  | 1                  | - US: 6xPlatino - UK: Oro - CAN: 2xPlatino - AUS: Oro |
| 2010 | Rebirth - Data di pubblicazione: 2 febbraio 2010 - Etichetta: Young Money, Universal Motown - Formati: CD, download digitale                                         | 2                  | 1                  | 1                  | 5                  | - US: Oro                                             |
| 2010 | I Am Not A Human Being - Rilascio: 27 settembre 2010 (versione digitale) 12 ottobre (CD) - Etichetta: Young Money, Universal Motown - Formati: CD, download digitale | 1                  | 1                  | 1                  | 4                  | - US: Platino                                         |
| 2011 | Tha Carter IV - Data di pubblicazione: 29 agosto 2011 - Etichetta: Young Money, Universal Motown - Formati: CD, download digitale                                    | 1                  | 1                  | 1                  | 1                  | - US: 5xPlatino - UK: Oro - DAN: Oro                  |
| 2013 | I Am Not A Human Being II - Data di pubblicazione: 26 marzo 2013 - Etichetta: Young Money, Cash Money, Republic - Formati: CD, download digitale                     | 2                  | 2                  | 1                  | 5                  | - US: 2xPlatino - CAN: Oro                            |
| 2015 | FWA - Data di pubblicazione: 4 giulio 2015 - Etichetta: Young Money, Republic - Formati: Streaming audio                                                             | 77                 | 45                 |                    |                    |                                                       |
| 2018 | Tha Carter V - Data di pubblicazione: 28 settembre 2018 - Etichetta: Young Money, Republic, Universal - Formati: CD, download digitale                               | 1                  | 1                  | 1                  | 1                  | - US: Platino                                         |
| 2020 | Funeral - Data di pubblicazione: 31 gennaio 2020 - Etichetta: Young Money, Republic, Universal - Formati: CD, download digitale                                      | 1                  | 1                  | 1                  | 5                  |                                                       |

### Album in collaborazione
| Anno | Titolo | Posizione più alta | Posizione più alta | Posizione più alta | Certificazioni |
| Anno | Titolo | US                 | US R&B             | US Rap             | Certificazioni |
| ---- | --- | ------------------ | ------------------ | ------------------ | -------------- |
| 2006 | Like Father, like Son (con Birdman) - Data di pubblicazione: 31 ottobre 2006 - Etichetta: Cash Money, Universal - Formati: CD, download digitale, LP                  | 3                  | 1                  | 1                  | - US: Oro      |
| 2009 | We Are Young Money (con Young Money Entertainment) - Data di pubblicazione: 21 dicembre 2009 - Etichetta: Young Money, Universal - Formati: CD, download digitale, LP | 9                  | 3                  | 1                  | - US: Oro      |

## Mixtape
| Anno | Titolo | Posizione più alta | Posizione più alta | Posizione più alta | Posizione più alta |
| Anno | Titolo | US                 | US R&B             | US Rap             | US Ind             |
| ---- | --- | ------------------ | ------------------ | ------------------ | ------------------ |
| 2002 | SQ1 (con Squad Up) - Data di pubblicazione: 2002 - Formati: download digitale                                                                                   | —                  | —                  | —                  | —                  |
| 2002 | SQ2 (con Squad Up) - Data di pubblicazione: 2002 - Formati: download digitale                                                                                   | —                  | —                  | —                  | —                  |
| 2002 | SQ3 (con Squad Up) - Data di pubblicazione: 2002 - Formati: download digitale                                                                                   | —                  | —                  | —                  | —                  |
| 2002 | SQ4 (con Squad Up) - Data di pubblicazione: 2002 - Formati: download digitale                                                                                   | —                  | —                  | —                  | —                  |
| 2003 | SQ5 (con Quad Up) - Data di pubblicazione: 2003 - Formati: download digitale                                                                                    | —                  | —                  | —                  | —                  |
| 2003 | SQ6 (con Quad Up) - Data di pubblicazione: 2003 - Formati: download digitale                                                                                    | —                  | —                  | —                  | —                  |
| 2003 | SQ6: Tha Remix (con Squad Up) - Data di pubblicazione: 2003 - Formati: download digitale                                                                        | —                  | —                  | —                  | —                  |
| 2003 | SQ7 (10,000 Bars) (con Squad Up) - Data di pubblicazione: 2003 - Formati: download digitale                                                                     | —                  | —                  | —                  | —                  |
| 2003 | Da Drought - Data di pubblicazione: 2003 - Formati: download digitale                                                                                           | —                  | —                  | —                  | —                  |
| 2004 | Da Drought 2 - Data di pubblicazione: 2004 - Formati: download digitale                                                                                         | —                  | —                  | —                  | —                  |
| 2004 | The Prefix - Data di pubblicazione: 2004 - Formati: download digitale                                                                                           | —                  | —                  | —                  | —                  |
| 2005 | Young Money: The Mixtape Vol. 1 (con Young Money) - Data di pubblicazione: 2005 - Formati: download digitale                                                    | —                  | —                  | —                  | —                  |
| 2005 | The Suffix (con DJ Khaled) - Data di pubblicazione: 20 novembre 2005 - Formati: CD, download digitale                                                           | —                  | —                  | —                  | —                  |
| 2005 | Dedication (con DJ Drama) - Data di pubblicazione: 17 aprile 2006 - Etichetta: On the Low - Formati: CD, download digitale                                      | —                  | 93                 | —                  | —                  |
| 2006 | Dedication 2 (con DJ Drama) - Data di pubblicazione: 4 settembre 2006 - Etichetta: BCD - Formati: CD, download digitale                                         | —                  | 69                 | —                  | 30                 |
| 2006 | Blow (con Juelz Santana) - Data di pubblicazione: 2006 - Etichetta: BCD - Formati: CD, download digitale                                                        | —                  | —                  | —                  | —                  |
| 2007 | Da Drought 3 - Etichetta: Young Money - Formati: CD | —                  | —                  | —                  | —                  |
| 2007 | When the North & South Collide (con Juelz Santana) (Non ufficiale) - Data di pubblicazione: 22 maggio 2007 - Etichetta: Makin Moves Entertainment - Formati: CD | —                  | 33                 | 14                 | 26                 |
| 2008 | We the Best (Non ufficiale) - Data di pubblicazione: 25 marzo 2008 - Etichetta: RBC Video (numero 00130) - Formati: CD                                          | 163                | 33                 | —                  | 19                 |
| 2008 | Happy Father's Day (con Birdman) (Non ufficiale) - Data di pubblicazione: 25 marzo 2008 - Etichetta: BCD (numero 63170) - Formati: CD                           | 198                | 57                 | 23                 | 30                 |
| 2008 | Greatest rapper Alive (con Birdman and Ideal) (Non ufficiale) - Etichetta: Monstarr (numero 40364) - Formati: CD                                                | —                  | 53                 | 24                 | 50                 |
| 2008 | Dedication 3 (con DJ Drama) - Data di pubblicazione: 16 dicembre 2008 - Etichetta: Aphilliates (numero 63278) - Formati: CD, download digitale                  | 111                | 28                 | 9                  | 12                 |
| 2008 | The T-Wayne Show (con T-Pain) (Non ufficiale) - Label: Guesswhyld - Format: download digitale                                                                   | 152                | —                  | —                  | 15                 |
| 2009 | No Ceilings - Data di pubblicazione: 31 ottobre 2009 - Formati: download digitale                                                                               | —                  | —                  | —                  | —                  |
| 2011 | Sorry 4 the Wait - Data di pubblicazione: 14 luglio 2011 - Formati: download digitale                                                                           | —                  | —                  | —                  | —                  |
| 2012 | Dedication 4 - Data di pubblicazione: 3 settembre 2012 - Formati: download digitale                                                                             | —                  | 56                 | —                  | —                  |
| 2013 | Dedication 5 - Data di pubblicazione: 1 settembre 2013 - Formati: download digitale                                                                             | —                  | —                  | —                  | —                  |
| 2015 | Sorry 4 the Wait 2 - Data di pubblicazione: 20 gennaio 2015 - Formari: download digitale                                                                        | —                  | 49                 | —                  | 47                 |
| 2015 | No Ceilings 2 - Data di pubblicazione: 26 novembre 2015 - Formati: download digitale                                                                            | —                  | —                  | —                  | —                  |
| 2017 | T-Wayne (con T-Pain) - Data di pubblicazione: 18 maggio 2017 - Formati: download digitale                                                                       | —                  | —                  | —                  | —                  |
| 2017 | Dedication 6 - Data di pubblicazione: 25 dicembre 2017 - Formati: download digitale                                                                             | —                  | —                  | —                  | —                  |
| 2018 | Dedication 6: Reloaded - Data di pubblicazione: 26 gennaio 2018 - Formati: download digitale                                                                    | —                  | —                  | —                  | —                  |
| 2020 | No Ceilings 3 - Data di pubblicazione: 27 novembre 2020 - Formati: download digitale                                                                            | —                  | —                  | —                  | —                  |
| 2021 | Trust Fund Babies (con Rich The Kid) - Data di pubblicazione: 1 ottobre 2021 - Formati: CD, download digitale                                                   | 35                 | 19                 | 17                 | —                  |

## Extended play
| Anno | Titolo |
| ---- | --- |
| 2007 | The Leak - Data di pubblicazione: 25 dicembre 2007 - Etichetta: Cash Money (001167301) - Formati: CD, download digitale, LP |
| 2017 | In Tune We Trust - Data di pubblicazione: 5 luglio 2017 - Etichetta: Young Money - Formato: Streaming Audio                 |

## Singoli
| Anno                                                                     | Titolo                                           | Posizione più alta | Posizione più alta | Posizione più alta | Posizione più alta | Posizione più alta | Posizione più alta | Posizione più alta | Posizione più alta | Posizione più alta | Posizione più alta | Certificazioni                 | Album di provenienza   |
| Anno                                                                     | Titolo                                           | US                 | US R&B             | US Rap             | AUS                | CAN                | GER                | IRL                | NZ                 | SWE                | UK                 | Certificazioni                 | Album di provenienza   |
| ------------------------------------------------------------------------ | ------------------------------------------------ | ------------------ | ------------------ | ------------------ | ------------------ | ------------------ | ------------------ | ------------------ | ------------------ | ------------------ | ------------------ | ------------------------------ | ---------------------- |
| 1999                                                                     | Tha Block Is Hot (featuring Juvenile e B.G.)     | 72                 | 24                 | 27                 | —                  | —                  | —                  | —                  | —                  | —                  | —                  |                                | Tha Block Is Hot       |
| 2000                                                                     | Respect Us (feat. Juvenile)                      | —                  | —                  | —                  | —                  | —                  | —                  | —                  | —                  | —                  | —                  |                                | Tha Block Is Hot       |
| 2000                                                                     | Get Off the Corner                               | —                  | 88                 | —                  | —                  | —                  | —                  | —                  | —                  | —                  | —                  |                                | Lights Out             |
| 2001                                                                     | Everything                                       | —                  | 119                | —                  | —                  | —                  | —                  | —                  | —                  | —                  | —                  |                                | Lights Out             |
| 2001                                                                     | Shine (feat. Birdman, Mickey e Mack 10)          | 96                 | 39                 | —                  | —                  | —                  | —                  | —                  | —                  | —                  | —                  |                                | Lights Out             |
| 2002                                                                     | Way of Life (feat. Big Tymers e TQ)              | 71                 | 23                 | 16                 | —                  | —                  | —                  | —                  | —                  | —                  | —                  |                                | 500 Degreez            |
| 2002                                                                     | Where You At                                     | —                  | —                  | —                  | —                  | —                  | —                  | —                  | —                  | —                  | —                  |                                | 500 Degreez            |
| 2003                                                                     | Get Something (feat. Mannie Fresh)               | —                  | 97                 | —                  | —                  | —                  | —                  | —                  | —                  | —                  | —                  |                                | CD Singolo             |
| 2004                                                                     | Bring It Back (feat. Mannie Fresh)               | —                  | 47                 | —                  | —                  | —                  | —                  | —                  | —                  | —                  | —                  |                                | Tha Carter             |
| 2004                                                                     | Go D.J.                                          | 14                 | 4                  | 3                  | —                  | —                  | —                  | —                  | —                  | —                  | —                  | - US: Oro                      | Tha Carter             |
| 2005                                                                     | Fireman                                          | 32                 | 15                 | 10                 | —                  | —                  | —                  | —                  | —                  | —                  | —                  | - US: Platino                  | Tha Carter II          |
| 2006                                                                     | Hustler Musik                                    | 87                 | 26                 | 16                 | —                  | —                  | —                  | —                  | —                  | —                  | —                  | - US: Platino                  | Tha Carter II          |
| 2006                                                                     | I'm a D-Boy (feat. Birdman)                      | —                  | 30                 | —                  | —                  | —                  | —                  | —                  | —                  | —                  | —                  | —                              | Tha Carter II          |
| 2006                                                                     | Shooter (feat. Robin Thicke)                     | —                  | 97                 | —                  | —                  | —                  | —                  | —                  | —                  | —                  | —                  |                                | Tha Carter II          |
| 2007                                                                     | Gossip                                           | 115                | 109                | —                  | —                  | —                  | —                  | —                  | —                  | —                  | —                  |                                | The Leak               |
| 2007                                                                     | I'm Me                                           | 97                 | 63                 | —                  | —                  | —                  | —                  | —                  | —                  | —                  | —                  | - US: Oro                      | The Leak               |
| 2008                                                                     | Lollipop (feat. Static Major)                    | 1                  | 1                  | 1                  | 32                 | 10                 | 22                 | 28                 | 3                  | 29                 | 26                 | - US: 5× Platino - NZ: Platino | Tha Carter III         |
| 2008                                                                     | A Milli                                          | 6                  | 1                  | 1                  | —                  | 54                 | —                  | —                  | —                  | —                  | 163                | - US: Platino                  | Tha Carter III         |
| 2008                                                                     | Got Money (feat. T-Pain)                         | 10                 | 7                  | 2                  | —                  | 30                 | —                  | —                  | —                  | —                  | 108                | - US: Platino                  | Tha Carter III         |
| 2008                                                                     | Mrs. Officer (feat. Bobby Valentino e Kidd Kidd) | 16                 | 5                  | 2                  | —                  | —                  | —                  | —                  | 12                 | —                  | 57                 | - US: Platino - NZ: Oro        | Tha Carter III         |
| 2009                                                                     | Prom Queen                                       | 15                 | 116                | —                  | —                  | 36                 | —                  | —                  | —                  | —                  | —                  |                                | Rebirth                |
| 2009                                                                     | On Fire                                          | 62                 | 54                 | 25                 | —                  | —                  | —                  | —                  | —                  | —                  | —                  |                                | Rebirth                |
| 2009                                                                     | Drop the World (feat. Eminem)                    | 18                 | —                  | —                  | 56                 | 24                 | —                  | 48                 | —                  | —                  | 51                 | - US: Platino                  | Rebirth                |
| 2010                                                                     | Right Above It (feat. Drake)                     | 6                  | 4                  | 1                  | 98                 | 34                 | —                  | —                  | —                  | —                  | 37                 |                                | I Am Not a Human Being |
| 2010                                                                     | 6 Foot 7 Foot (feat. Cory Gunz)                  | 9                  | 28                 | 14                 | —                  | 50                 | —                  | —                  | —                  | —                  | 71                 |                                | Tha Carter IV          |
| 2011                                                                     | John (If I Die Today) (feat. Rick Ross)          | —                  | —                  | —                  | —                  | —                  | —                  | —                  | —                  | —                  | —                  |                                | Tha Carter IV          |
| 2011                                                                     | How to love                                      | 5                  | 2                  | 2                  | 58                 | 20                 | —                  | —                  | 24                 | 67                 | 48                 |                                | Tha Carter IV          |
| 2011                                                                     | She Will (featuring Drake)                       | 3                  | 1                  | 2                  | —                  | 16                 | —                  | —                  | —                  | —                  | 58                 |                                | Tha Carter IV          |
| 2011                                                                     | Mirror" (featuring Bruno Mars)                   | 16                 | 73                 | —                  | 49                 | 44                 | —                  | —                  | —                  | —                  | 91                 |                                |                        |
| "—" denota che il singolo non è entrato in classifica in quella nazione. |                                                  |                    |                    |                    |                    |                    |                    |                    |                    |                    |                    |                                |                        |

### Altri brani classificati
| Anno | Titolo                                                | Posizione più alta | Posizione più alta | Posizione più alta | Album di provenienza |
| Anno | Titolo                                                | US                 | US R&B             | US Rap             | Album di provenienza |
| ---- | ----------------------------------------------------- | ------------------ | ------------------ | ------------------ | -------------------- |
| 2004 | Earthquake (feat. Jazze Pha)                          | —                  | 117                | —                  | Tha Carter           |
| 2008 | You Ain't Got Nuthin (feat. Fabolous e Juelz Santana) | 81                 | —                  | —                  | Tha Carter III       |
| 2008 | 3 Peat                                                | 66                 | —                  | —                  | Tha Carter III       |
| 2008 | Mr. Carter (feat. Jay-Z)                              | 62                 | 27                 | 13                 | Tha Carter III       |
| 2008 | Comfortable (feat. Babyface)                          | —                  | 72                 | —                  | Tha Carter III       |
| 2008 | Tie My Hands (feat. Robin Thicke)                     | —                  | 103                | —                  | Tha Carter III       |
| 2008 | La La (feat. Brisco e Busta Rhymes)                   | —                  | 106                | —                  | Tha Carter III       |
| 2009 | Kobe Bryant                                           | —                  | 119                | —                  |                      |
| 2009 | Hot Revolver (feat. Dre)                              | 33                 | —                  | —                  |                      |
| 2010 | Fuck Today (Rebirth Mix) (feat. Gudda Gudda)          | 76                 | —                  | —                  | Rebirth              |
| 2010 | Knockout (feat. Nicki Minaj)                          | 44                 | —                  | —                  | Rebirth              |
| 2010 | American Star (feat. Shanell)                         | 91                 | —                  | —                  | Rebirth              |
| 2010 | I'm Single                                            | 82                 | 38                 | 23                 | No Ceilings          |

### Singoli in collaborazione
| Anno | Titolo                                                                                         | Posizione più alta | Posizione più alta | Posizione più alta | Album di provenienza         |
| Anno | Titolo                                                                                         | US                 | US R&B             | US Rap             | Album di provenienza         |
| ---- | ---------------------------------------------------------------------------------------------- | ------------------ | ------------------ | ------------------ | ---------------------------- |
| 2001 | Hardball (con Bow Wow, Lil' Zane e Sammie)                                                     | —                  | 77                 | —                  | Hardball Official Soundtrack |
| 2006 | Stuntin' like My Daddy (con Birdman)                                                           | 21                 | 7                  | 5                  | Like Father, like Son        |
| 2006 | Leather So Soft (con Birdman)                                                                  | 118                | 41                 | 16                 | Like Father, like Son        |
| 2007 | Know What I'm Doin' (con Birdman feat. T-Pain e Rick Ross)                                     | —                  | 58                 | 22                 | Like Father, like Son        |
| 2007 | You Ain't Know (con Birdman)                                                                   | —                  | 56                 | —                  | Like Father, like Son        |
| 2010 | We Are the World 25 for Haiti (con Artists for Haiti)                                          | 2                  | —                  | —                  | /                            |
| 2016 | Sucker for Pain (con Imagine Dragons e Wiz Khalifa feat. Logic, Ty Dolla Sign e X Ambassadors) | —                  | —                  | —                  | Suicide Squad: The Album     |
| 2020 | NFL (con Gudda Gudda e Hoodybaby)                                                              | —                  | —                  | —                  | —                            |
| 2020 | B.B. King Freestyle (con Drake)                                                                | —                  | —                  | —                  | —                            |

### Come ospite
| Anno                                     | Titolo | Posizione più alta | Posizione più alta | Posizione più alta | Certificazione RIAA | Album di provenienza                        |
| Anno                                     | Titolo | US                 | US R&B             | US Rap             | Certificazione RIAA | Album di provenienza                        |
| ---------------------------------------- | --- | ------------------ | ------------------ | ------------------ | ------------------- | ------------------------------------------- |
| 1999                                     | Back That Azz Up (Juvenile feat. Lil Wayne e Mannie Fresh)                                                                 | 19                 | 5                  | 9                  | —                   | 400 Degreez                                 |
| 1999                                     | "Bling Bling" (B.G. feat. Lil Wayne, Turk e Big Tymers)                                                                    | 36                 | 13                 | 10                 | —                   | Chopper City in the Ghetto                  |
| 2000                                     | "#1 Stunna" (Big Tymers feat. Lil Wayne e Juvenile)                                                                        | 105                | 24                 | —                  | —                   | I Got That Work                             |
| 2002                                     | Neva Get Enuf (3LW feat. Lil Wayne)                                                                                        | —                  | 118                | —                  | —                   | A Girl Can Mack                             |
| 2004                                     | Soldier (Destiny's Child feat. T.I. e Lil Wayne)                                                                           | 3                  | 3                  | —                  | Platino             | Destiny Fulfilled                           |
| 2004                                     | Get Your Shine On (Birdman feat. Lil Wayne)                                                                                | —                  | 65                 | —                  | —                   | Fast Money (album)\|Fast Money              |
| 2004                                     | Neck of the Woods (Birdman feat. Lil Wayne)                                                                                | —                  | 71                 | —                  | —                   | Fast Money (album)\|Fast Money              |
| 2005                                     | Trina (Trina feat. Lil Wayne)                                                                                              | —                  | 74                 | —                  | —                   | Glamorest Life                              |
| 2006                                     | Gimme That (Chris Brown feat. Lil Wayne)                                                                                   | 15                 | 5                  | —                  | Oro                 | Chris Brown                                 |
| 2006                                     | Holla at Me (DJ Khaled feat. Lil Wayne, Paul Wall, Fat Joe, Rick Ross e Pitbull)                                           | 59                 | 24                 | 15                 | —                   | Listennn... the Album                       |
| 2006                                     | You Know What (Avant feat. Lil Wayne)                                                                                      | —                  | 58                 | —                  | —                   | Director                                    |
| 2006                                     | Touch It or Not (Cam'ron feat. Lil Wayne)                                                                                  | —                  | 62                 | —                  | —                   | Killa Season                                |
| 2006                                     | Where da Cash At (Curren$y feat. Lil Wayne e Remy Ma)                                                                      | —                  | 73                 | —                  | —                   | Dedication 2                                |
| 2006                                     | Make It Rain (Fat Joe feat. Lil Wayne)                                                                                     | 13                 | 6                  | 2                  | Platino             | Me, Myself & I                              |
| 2006                                     | Hollywood Divorce (OutKast feat. Lil Wayne e Snoop Dogg)                                                                   | —                  | 120                | —                  | —                   | Idlewild                                    |
| 2006                                     | You (Lloyd feat. Lil Wayne)                                                                                                | 9                  | 1                  | —                  | —                   | Street Love                                 |
| 2007                                     | We Takin' Over (DJ Khaled feat. Akon, T.I., Rick Ross, Fat Joe, Birdman e Lil Wayne)                                       | 28                 | 26                 | 11                 | —                   | We the Best                                 |
| 2007                                     | Lock U Down (Mýa feat. Lil Wayne)                                                                                          | —                  | 101                | —                  | —                   | Liberation                                  |
| 2007                                     | Pop Bottles (Birdman feat. Lil Wayne)                                                                                      | 38                 | 15                 | 6                  | Oro                 | 5 * Stunna                                  |
| 2007                                     | Speaker (David Banner feat. Akon, Lil Wayne e Snoop Dogg)                                                                  | —                  | 66                 | —                  | —                   | The Greatest Story Ever Told                |
| 2007                                     | Duffle Bag Boy (Playaz Circle feat. Lil Wayne)                                                                             | 15                 | 4                  | 2                  | —                   | Supply & Demand                             |
| 2007                                     | Uh-Ohhh! (Ja Rule feat. Lil Wayne)                                                                                         | —                  | 69                 | —                  | —                   | The Mirror                                  |
| 2007                                     | Whip Game Proper (Twista feat. Lil Wayne                                                                                   | —                  | 109                | —                  | —                   | Adrenaline Rush 2007                        |
| 2007                                     | Sweetest Girl (Wyclef Jean feat. Niia, Akon e Lil Wayne)                                                                   | 12                 | 110                | —                  | Platino             | Carnival Vol. II: Memoirs of an Immigrant   |
| 2007                                     | Screwed Up (Trae feat. Lil Wayne)                                                                                          | —                  | 71                 | —                  | —                   | Life Goes On                                |
| 2007                                     | Barry Bonds (Kanye West feat. Lil Wayne)                                                                                   | —                  | 124                | —                  | —                   | Graduation                                  |
| 2007                                     | "Hello Brooklyn 2.0" (Jay-Z feat. Lil Wayne)                                                                               | —                  | 105                | —                  | —                   | American Gangster                           |
| 2007                                     | The Crackhouse (Fat Joe feat. Lil Wayne)                                                                                   | —                  | —                  | —                  | —                   | The Elephant in the Room                    |
| 2007                                     | 100 Million (Birdman feat. DJ Khaled, Rick Ross, Dre, Young Jeezy e Lil Wayne)                                             | 118                | 69                 | —                  | —                   | 5 * Stunna                                  |
| 2007                                     | I'm So Hood (Remix) (DJ Khaled feat. T-Pain, Young Jeezy, Ludacris, Fat Joe, Rick Ross, Big Boi, Busta Rhymes e Lil Wayne) | 46                 | —                  | —                  | —                   | We the Best (Wal-Mart bonus track)          |
| 2007                                     | I Got My (Static Major feat. Lil Wayne)                                                                                    | —                  | 98                 | —                  | —                   | Suppertime                                  |
| 2008                                     | Push (Enrique Iglesias feat. Lil Wayne)                                                                                    | —                  | —                  | —                  | —                   | Insomniac                                   |
| 2008                                     | Love in This Club Part II (Usher feat. Beyoncé e Lil Wayne)                                                                | 18                 | 7                  | —                  | Platino             | Here I Stand                                |
| 2008                                     | Girls Around the World (Lloyd feat. Lil Wayne)                                                                             | 64                 | 13                 | —                  | —                   | Lessons in Love                             |
| 2008                                     | Luxury Tax (Rick Ross feat. Lil Wayne, Trick Daddy e Young Jeezy)                                                          | 103                | —                  | —                  | —                   | Trilla                                      |
| 2008                                     | I Run This (Birdman feat. Lil Wayne)                                                                                       | 110                | 79                 | 25                 | —                   | 5 * Stunna                                  |
| 2008                                     | Ya Heard Me (B.G. feat. Juvenile, Lil Wayne, Turk e Trey Songz)                                                            | —                  | —                  | —                  | —                   | Too Hood 2 Be Hollywood                     |
| 2008                                     | Haterz (Glasses Malone feat. Birdman e Lil Wayne)                                                                          | —                  | —                  | —                  | —                   | Beach Cruiser                               |
| 2008                                     | My Life (The Game feat. Lil Wayne)                                                                                         | 21                 | 15                 | 4                  | —                   | LAX                                         |
| 2008                                     | Can't Believe It (T-Pain feat. Lil Wayne)                                                                                  | 7                  | 2                  | —                  | Platino             | Thr33 Ringz                                 |
| 2008                                     | Let It Rock (Kevin Rudolf feat. Lil Wayne)                                                                                 | 5                  | 122                | —                  | 3× Platino          | In the City                                 |
| 2008                                     | Shawty Say (David Banner feat. Lil Wayne)                                                                                  | 110                | 53                 | 25                 | —                   | The Greatest Story Ever Told                |
| 2008                                     | Damn I'm Cold (Bun B feat. Lil Wayne)                                                                                      | —                  | 86                 | —                  | —                   | II Trill                                    |
| 2008                                     | Official Girl (Cassie feat. Lil Wayne)                                                                                     | —                  | —                  | —                  | —                   | -                                           |
| 2008                                     | Swagga like Us (T.I. feat. Kanye West, Jay-Z e Lil Wayne)                                                                  | 5                  | 11                 | 4                  | —                   | Paper Trail                                 |
| 2008                                     | Cuddy Buddy (Mike Jones feat. T-Pain, Lil Wayne e Twista)                                                                  | 76                 | 32                 | 16                 | —                   | The Voice                                   |
| 2008                                     | Just Know Dat (Brisco feat. Lil Wayne)                                                                                     | —                  | 113                | —                  | —                   | Street Medicine                             |
| 2008                                     | I'm So Paid (Akon feat. Lil Wayne and Young Jeezy)                                                                         | 31                 | 47                 | —                  | —                   | Freedom                                     |
| 2008                                     | Lost (Gorilla Zoe feat. Lil Wayne)                                                                                         | 71                 | 29                 | 10                 | —                   | Don't Feed da Animals                       |
| 2008                                     | All My Life (In the Ghetto) (Jay Rock feat. Lil Wayne)                                                                     | —                  | 110                | —                  | —                   | Follow Me Home                              |
| 2008                                     | Turnin' Me On (Keri Hilson feat. Lil Wayne)                                                                                | 15                 | 2                  | —                  | —                   | In a Perfect World…                         |
| 2008                                     | Last of a Dying Breed (Ludacris feat. Lil Wayne)                                                                           | 65                 | —                  | —                  | —                   | Theater of the Mind                         |
| 2008                                     | Make a Toast (Dolla feat. Lil Wayne)                                                                                       | —                  | 125                | —                  | —                   | A Dolla and a Dream                         |
| 2008                                     | See You in My Nightmares (Kanye West feat. Lil Wayne)                                                                      | 21                 | —                  | —                  | —                   | 808s and Heartbreak                         |
| 2009                                     | Unstoppable (Kat DeLuna feat. Lil Wayne)                                                                                   | —                  | —                  | —                  | —                   | Inside Out                                  |
| 2009                                     | Number 1 (Jamie Foxx feat. Lil Wayne)                                                                                      | —                  | 107                | —                  | —                   | Intuition                                   |
| 2009                                     | Always Strapped (Birdman feat. Lil Wayne)                                                                                  | 54                 | 10                 | 5                  | —                   | Priceless                                   |
| 2009                                     | Different Girls (Nu Jerzey Devil feat. Lil Wayne)                                                                          | —                  | 114                | —                  | —                   | Mr. Red Karpet                              |
| 2009                                     | Supplier (Shawty Lo feat. Trey Songz and Lil Wayne)                                                                        | —                  | 108                | —                  | —                   | Carlos                                      |
| 2009                                     | Respect My Conglomerate (Busta Rhymes feat. Lil Wayne and Jadakiss)                                                        | —                  | 82                 | —                  | —                   | Back on My B.S. and The Last Kiss           |
| 2009                                     | So Good (Electrik Red feat. Lil Wayne)                                                                                     | —                  | 60                 | —                  | —                   | How to Be a Lady: Volume 1                  |
| 2009                                     | Maybach Music 2 (Rick Ross feat. T-Pain, Kanye West e Lil Wayne)                                                           | 92                 | 54                 | —                  | —                   | Deeper Than Rap                             |
| 2009                                     | Down (Jay Sean feat. Lil Wayne)                                                                                            | 1                  | 106                | —                  | 3× Platino          | All or Nothing                              |
| 2009                                     | Successful (Drake feat. Trey Songz e Lil Wayne)                                                                            | 17                 | 3                  | 2                  | —                   | So Far Gone                                 |
| 2009                                     | Forever (Drake feat. Kanye West, Lil Wayne e Eminem)                                                                       | 8                  | 2                  | 1                  | —                   | Music Inspired by More Than a Game          |
| 2009                                     | Money to Blow (Birdman feat. Drake and Lil Wayne)                                                                          | 26                 | 2                  | 2                  | —                   | Pricele$$                                   |
| 2009                                     | Heard 'Em All (Amerie feat. Lil Wayne)                                                                                     | —                  | 91                 | —                  | —                   | In Love & War                               |
| 2009                                     | I Can Transform Ya (Chris Brown feat. Lil Wayne e Swizz Beatz)                                                             | 20                 | 11                 | —                  | —                   | Graffiti                                    |
| 2009                                     | Give It Up to Me (Shakira feat. Lil Wayne)                                                                                 | 29                 | —                  | —                  | Oro                 | She Wolf                                    |
| 2009                                     | I Get Crazy (Nicki Minaj feat. Lil Wayne)                                                                                  | —                  | 37                 | 20                 | —                   | Beam Me Up Scotty                           |
| 2009                                     | The Leak (Lil Twist feat. Lil Wayne)                                                                                       | —                  | 77                 | —                  | —                   | -                                           |
| 2009                                     | I'm Goin' In (Drake feat. Lil Wayne e Young Jeezy)                                                                         | 40                 | 28                 | 11                 | —                   | So Far Gone                                 |
| 2009                                     | South Side (Birdman feat. Lil Wayne)                                                                                       | —                  | 108                | —                  | —                   | /                                           |
| 2009                                     | So Sharp (Mack 10 feat. Jim Jones e Lil Wayne)                                                                             | —                  | 80                 | —                  | —                   | Soft White                                  |
| 2009                                     | 4 My Town (Play Ball) (Birdman feat. Drake and Lil Wayne)                                                                  | 90                 | 37                 | 17                 | —                   | Pricele$$                                   |
| 2009                                     | Revolver (Madonna feat. Lil Wayne)                                                                                         | —                  | —                  | —                  | —                   | Celebration                                 |
| 2009                                     | Women Lie, Men Lie (Yo Gotti feat. Lil Wayne)                                                                              | 81                 | 22                 | 12                 | —                   | Live from the Kitchen                       |
| 2010                                     | Sca (Young Jeezy feat. Lil Wayne)                                                                                          | —                  | 107                | —                  | —                   | /                                           |
| 2010                                     | I Made It (Cash Money Heroes) (Kevin Rudolf feat. Birdman, Jay Sean e Lil Wayne)                                           | 21                 | —                  | —                  | Oro                 | To the Sky                                  |
| 2010                                     | Miss Me (Drake feat. Lil Wayne)                                                                                            | 15                 | 3                  | 2                  | —                   | Thank Me Later                              |
| 2010                                     | On the Wall (Brisco feat. Lil Wayne)                                                                                       | —                  | 89                 | —                  | —                   | Street Medicine                             |
| 2010                                     | Loyalty (Birdman feat. Lil Wayne e Tyga)                                                                                   | —                  | 61                 | —                  | —                   | Bigger Than Life                            |
| 2010                                     | No Love (Eminem feat. Lil Wayne)                                                                                           | 23                 | 59                 | 9                  | —                   | Recovery                                    |
| 2010                                     | Fire Flame Remix (Birdman feat. Lil Wayne)                                                                                 | 64                 | 28                 | 14                 | —                   | Bigger Than Life                            |
| 2011                                     | Look at Me Now (Chris Brown & Busta Rhymes feat. Lil Wayne)                                                                | 6                  | 1                  | 1                  | —                   | F.A.M.E.                                    |
| 2011                                     | Bow Chicka Wow Wow (Mike Posner feat. Lil Wayne)                                                                           | 30                 | -                  | -                  | —                   | 31 Minutes to Take Off                      |
| 2011                                     | Hit the Lights (Jay Sean feat. Lil Wayne)                                                                                  | 18                 | -                  | -                  | -                   | Freeze Time                                 |
| 2011                                     | Someone to love me (Naked) (Mary J. Blige & P. Diddy feat. Lil Wayne)                                                      | 108                | 28                 | -                  | -                   | My Life II... The Journey Continues (Act 1) |
| 2011                                     | Motivation (Kelly Rowland feat. Lil Wayne)                                                                                 | 17                 | 1                  | -                  | Platino             | Here I am                                   |
| 2011                                     | Red Nation (The Game feat. Lil Wayne)                                                                                      | 62                 | 122                | -                  | -                   | The R.E.D. Album                            |
| 2011                                     | I'm on One (DJ Khaled, Drake & Rick Ross feat. Lil Wayne)                                                                  | 10                 | 1                  | 1                  | Oro                 | We the Best Forever                         |
| 2011                                     | I'm into You (Jennifer Lopez feat. Lil Wayne)                                                                              | 41                 | 79                 | -                  | -                   | Love?                                       |
| 2011                                     | Dirty Dancer (Enrique Iglesias feat. Lil Wayne)                                                                            | 18                 | -                  | -                  | Oro                 | Euphoria and Versus                         |
| 2011                                     | Dedication to My Ex (Miss That) (Lloyd & André 3000 feat. Lil Wayne)                                                       | 79                 | 43                 | -                  | -                   | King of Hearts                              |
| 2011                                     | Y.U. Mad (Lloyd & André 3000 feat. Lil Wayne)                                                                              | 68                 | 50                 | 25                 | -                   | Bigga Than Life                             |
| 2011                                     | Strange Clouds (B.o.B. feat. Lil Wayne)                                                                                    | 7                  | 60                 | -                  | -                   | Strange Clouds                              |
| 2011                                     | Sweat (Bow Wow feat. Lil Wayne)                                                                                            | -                  | -                  | -                  | -                   | Underrated                                  |
| 2017                                     | Lonely (Demi Lovato feat. Lil Wayne)                                                                                       | -                  | -                  | -                  | -                   | Tell Me You Love Me                         |
| 2020                                     | What's Poppin Remix (Jack Harlow feat. DaBaby, Tory Lanez & Lil Wayne)                                                     |                    |                    |                    |                     |                                             |
| 2021\| Lonely (DaBaby feat. Lil Wayne)\| | |                    |                    |                    |                     |                                             |
|                                          | |                    |                    |                    |                     |                                             |